# Zénodore (mathématicien)
Pour l’article homonyme, voir Zénodore.
Zénodore (en grec ancien : Ζηνόδωρος), né en Grèce vers 200 et mort vers 140 av. J.-C., est un mathématicien et astronome grec dont la vie est peu connue, mais dont l'ouvrage est connu par l'intermédiaire de citations.

## Travaux
Zénodore a étudié la détermination de la surface d'une figure géométrique et celle du volume d'un objet avec une surface donnée. Son traité Sur les figures isomorphes porte sur la géométrie à deux et trois dimensions.
Preuves qui lui sont attribuées :
- Un polygone régulier a la plus grande surface parmi les polygones de même périmètre et de même nombre de côtés (cf. l'article Isopérimétrie).
- Le cercle a une surface supérieure à celle de n'importe quel polygone de même périmètre. Pour ceci, il a fait usage d'un résultat d'Archimède qui détermine que l'aire d'un cercle est égale à l'aire d'un triangle rectangle dont le côté opposé (c.-à-d. le côté perpendiculaire) a une longueur égale au rayon du cercle et dont le côté adjacent (c.-à-d. l'autre côté mise à part l'hypoténuse) a une longueur égale à la circonférence du cercle.
- La sphère est le solide qui a la plus petite surface pour un volume donné.

## Doxographie
Une traduction arabe de l'ouvrage Des miroirs brûlants de Dioclès en fait mention : Zénodore aurait été en Arcadie et aurait poussé des mathématiciens à déterminer comment placer des miroirs afin qu'ils concentrent la lumière solaire, allumant un feu.
Avant qu'on ne retrouve Des miroirs brûlants, l'existence de Zénodore n'était connue que par des citations à son traité Sur les figures isomorphes, lequel demeure perdu. Plusieurs de ses résultats sont cités par Théon d'Alexandrie dans son commentaire sur l'Almageste de Ptolémée. Les travaux de Pappus d'Alexandrie font aussi usage du traité de Zénodore et la comparaison avec les écrits de Théon révèlent que Pappus a dû suivre les travaux de Zénodore de très près.
Une autre source mentionne Zénodore, la biographie de Philonides, retrouvée à Herculanum, préservée sous les restes de l'éruption historique d'août 79 du Vésuve. La référence à un certain Zénodore correspond probablement à ce mathématicien. Il aurait été l'ami de Philonides et sa biographie mentionne deux visites de celui-là à Athènes.